# Kreasa HB Houthalen
Maillots
Actualités
Le Kreasa Handbal Houthalen, abrégé en Kreasa HB Houthalen ou Kreasa Houthalen, surnommé Kreasa, est un club de handball situé à Houthalen-Helchteren dans le Limbourg belge. 
Porteur du matricule 154, le club est  pensionnaire de Division 1, le Kreasa est affilié à la VHV.

## Histoire
Le Kreasa Handball Houthalen fut fondé en 1973 par la Kreasa vereniging Houthalen, il fut donc porteur du matricule 154.

### Les Hommes
Les hommes ont évolué un an, en première division national, durant la saison 2006/2007 mais redescendit aussi vite, le club vu alors ses meilleurs éléments partir dans de meilleures équipes.
Le Kreasa dû alors faire confiance à la jeunesse du club, qui malheureusement après deux saisons en deuxième division nationale fut relégué à la ligue, soit la Superliga. Et après cinq saisons passées dans ce championnat, le club fut champion de la Superliga en Superliga et retrouva la national.

### Les Dames
Le plus haut que l'équipe dame ait pu franchir, est la deuxième division national, aujourd'hui le club est redescendu en Promotion Limbourg.

## Bilan
| Saison    | Division   | Classement |
| 2005/2006 | Division 2 | 2          |
| 2006/2007 | Division 1 | 8          |
| 2007/2008 | Division 2 | 7          |
| 2008/2009 | Division 2 | 9          |
| 2009/2010 | Superliga  | ?          |
| 2010/2011 | Superliga  | ?          |
| 2011/2012 | Superliga  | ?          |
| 2012/2013 | Superliga  | 1          |
| 2013/2014 | Division 2 |            |

## Rivalités
Les matchs les plus tendus du Kreasa HB Houthalen sont les derbys mais aussi contre les candidats au titres de champion.
- Achilles Bocholt
- Initia HC Hasselt
- HB Sint-Truiden
- HC Atomix
- Sporting Neerpelt-Lommel
- DHC Meeuwen

## Joueur emblématique
- Thierry Bernimoulin
- Igor Corvers
- Rob Craeghs

## Entraineur
- Patrick Stegemann 2017-